# Rombaut Loets
Rombaut Loets of Loots (? – Mechelen, 7 november 1565) was griffier van de Raad van Financiën en rekenmeester in de Spaanse Nederlanden. Hij was ook klerk-secretaris van keizer Karel V, Margaretha van Oostenrijk en Maria van Hongarije. Hij werd geadeld met de titel van ridder.

## Levensloop
Loets groeide op in Mechelen als zoon van jonkheer Louis van Haren. Zijn opleiding is onbekend maar moet tot een belangrijke graad van geletterdheid hebben geleid. In 1529 verzekerde Loets de ontcijfering en de encryptie van brieven van keizer Karel V, naar aanleiding van de vrede van Kamerijk. Alle geëncrypteerde brieven van de Bourgondische Nederlanden naar Italië en Frankrijk passeerden via Loets. Loets verzekerde eveneens het secretariaat van Karels tante, Margaretha van Oostenrijk, landvoogdes der Nederlanden.
Bij de hervorming van de instellingen van de Bourgondische Nederlanden (1531) benoemde Karel V hem onmiddellijk tot secretaris van Maria van Hongarije, de nieuwe landvoogdes. Loets stond immers vermeld in het testament van Margaretha. Margaretha vroeg aan Karel V voor een aantal directe medewerkers van haar een nieuwe job te garanderen. Karel V voerde het testament uit. Loets werd secretaris van Maria en bleef dit verder voor het grootste deel van zijn leven, alvast minstens tot 1551.
Het secretariaat van Maria van Hongarije combineerde Loets met andere functies:
- 1532-1537: klerk bij de Grote Raad van Mechelen
- 1538-1557: griffier bij de Raad van Financiën in Brussel. Hier groeide de invloed van Loets op het financiële beleid van de Spaanse Nederlanden.
- 1556-1565: klerk en secretaris van de financiën van de Raad van State.
- 1548-1565: rekenmeester bij het Rekenhof der Spaanse Nederlanden in Brussel[3]. Loets hield zich aanvankelijk bezig met de rekeningen van het graafschap Chiny en het hertogdom Luxemburg. Later beheerde Loets de rekeningen van het hertogdom Brabant[4][5].

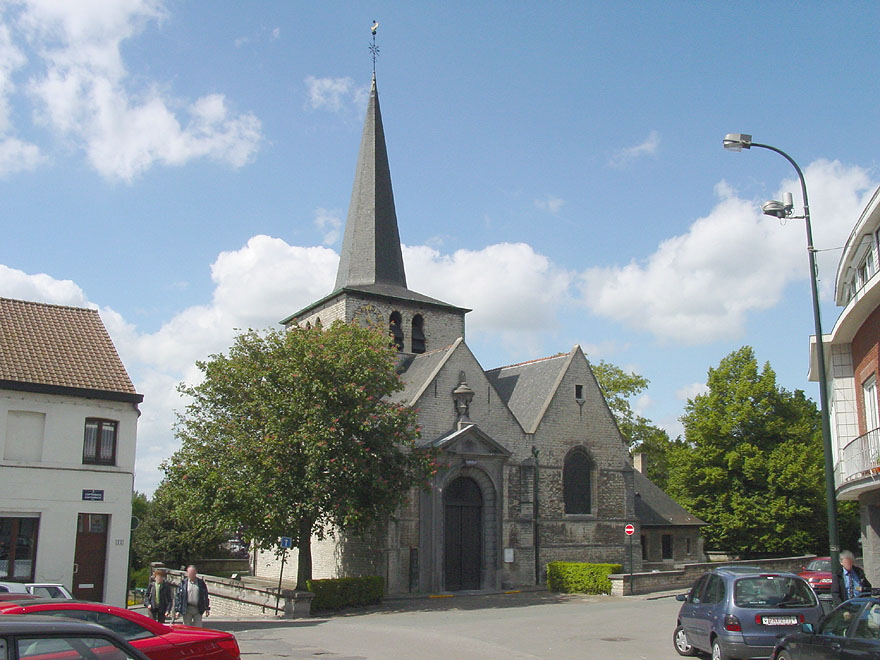
Kerk van Haren (Brussel) waar zich het graf bevindt van Rombaut en Elisabeth Loets

In opvolging van zijn vader werd Loets heer van Haren, wat toen een dorp was nabij de stad Brussel. Loets bezat ook een landgoed in Kauwendaal, bij Mechelen, wat pas later een heerlijkheid werd. De heerlijkheid Haren bouwde Loets uit tot zijn persoonlijk bezit. Hij kocht immers van Filips II, koning van Spanje, de rechten voor de hogere, middel- en lagere rechtspraak, alsook het recht om in naam van de koning van Spanje, taksen te heffen. De heerlijkheid Haren werd zo goed als zijn persoonlijk bezit, en dat voor een niet-edelman. Kort voor zijn dood verkreeg hij van koning Filips II de titel van ridder, uit handen van de landvoogdes Margaretha van Parma.
Loets was tweemaal gehuwd: een eerste maal met Elisabeth van Heyst, uit Mechelen. Na haar dood hertrouwde hij met Averzoete van der Jeught. Loets en zijn 1e vrouw Elisabeth werden begraven in de Sint-Elisabethkerk van Haren. 